# Chloropoea impleta
Chloropoea impleta är en fjärilsart som beskrevs av Karl Grünberg 1910. Chloropoea impleta ingår i släktet Chloropoea och familjen praktfjärilar. Inga underarter finns listade i Catalogue of Life.